# Pinguécula
La pinguécula (también conocida como pingüécula) es una degeneración de la conjuntiva del ojo.

## Signos y síntomas
Se ve como un depósito amarillo y blanco en la conjuntiva adyacente al limbo (la unión entre la córnea y la esclerótica). (Debe distinguirse clínicamente de un pterigión, que es un área de fibrosis en forma de cuña que puede crecer en la córnea). Una pinguécula generalmente no causa ningún síntoma. Es más común en climas tropicales y existe una correlación directa con la exposición a los rayos UV.
Histológicamente, hay degeneración de las fibras de colágeno del estroma conjuntival con adelgazamiento del epitelio suprayacente y ocasionalmente calcificación. Se cree que la exposición actínica del tejido conjuntival delgado causa que los fibroblastos produzcan más fibras de elastina, que están más retorcidas que las fibras de elastina normales y pueden conducir a la degradación de las fibras de colágeno. Alternativamente, se ha postulado que las fibras de colágeno subepiteliales sufren degradación y asumen las cualidades del tejido elástico mientras se fragmentan y retuercen en una configuración diferente de su estado normal.
Se cree que la alta reflectividad del tejido escleral blanco sólido subyacente al tejido conjuntival puede dar lugar a una exposición adicional a los rayos UV en la parte posterior del tejido. El lado de la nariz también refleja la luz solar en la conjuntiva. Como resultado, las pinguéculas tienden a ocurrir con mayor frecuencia en el lado nasal del ojo. Si bien la mayoría de las pinguéculas se encuentran en personas mayores de 40 años, son posibles en adultos de 20 y 30 años que pasan mucho tiempo expuestos al sol.
La superficie del tejido conjuntival que recubre una pinguécula interfiere con la propagación normal de la película lagrimal. La prueba del helecho lagrimal revela anormalidades del componente mucoso de la película lagrimal, por lo que es útil como un predictor de la tolerancia de una persona a las lentes de contacto blandas hidrofílicas. La intolerancia a la lente de contacto también puede ser el resultado de la elevación del borde periférico de la lente de contacto si se superpone a una pinguécula.

## Tratamiento
Las pinguéculas pueden agrandarse lentamente con el tiempo, pero son una afección benigna que generalmente no requiere tratamiento. Las lágrimas artificiales pueden ayudar a aliviar la incomodidad, si ocurre. Si la estética es una preocupación, a veces se realiza una escisión quirúrgica. Ocasionalmente, una pinguécula puede inflamarse, produciendo una condición llamada pingueculitis. Se desconoce la causa de la pingueculitis y no se conocen agentes infecciosos asociados. Si una pinguécula inflamada está causando molestias o problemas estéticos, puede tratarse con un agente antiinflamatorio, como las gotas de prednisolona.